# اونکوویتسه
اونکوویتسه (به لاتین: Unkovice) یک منطقهٔ مسکونی در جمهوری چک است که در شهرستان برنو-ونکوو واقع شده‌است. اونکوویتسه ۳٫۷۲ کیلومتر مربع مساحت و ۶۷۹ نفر جمعیت دارد و ۱۸۰ متر بالاتر از سطح دریا واقع شده‌است.